# Kraków Łobzów
Kraków Łobzów – przystanek kolejowy i posterunek odgałęźny w dzielnicy V Krowodrza, w Łobzowie, otwarty 22 maja 1977.
Stację zbudowały brygady Przedsiębiorstwa Robót Kolejowych Nr 9, które odwodniły teren, wykonały roboty ziemno-torowe, zbudowały perony i przeszklone wiaty. 
Stacja obsługuje lokalny ruch w kierunku zachodnim do Katowic, Oświęcimia i Balic oraz w kierunku wschodnim do Krakowa Głównego, Wieliczki i Tarnowa. W związku z rozbudową linii kolejowej na lotnisko w Balicach w 2015 roku przystanek został częściowo przebudowany – dobudowano dwa nowe perony. W 2017 roku stary peron o dotychczasowym numerze 2 został wyburzony w trakcie modernizacji linii do Katowic.

## Ruch pasażerski
| Rok  | Wymiana pasażerska na dobę |
| ---- | -------------------------- |
| 2017 | 500–699                    |
| 2022 | 1 100                      |